# Systegium recurvirostre
Systegium recurvirostre là một loài rêu trong họ Pottiaceae. Loài này được (Müll. Hal.) Kindb. mô tả khoa học đầu tiên năm 1889.